# Великі Сірогози
Великі Сірогози (Балка Великі Сірогози) непостійна мала річка в Україні довжиною 65 км. Впадає до Великого Агайманського поду. На території балки створено ландшафтний заказник — «Балка Великі Сірогози». На докладній мапі Російської імперії 1816 року означена як яр Сююрюгоз. Наче первинна назва гідроніма Суьири Коьз на ногайській мові означала «довгий потік, джерело».

## Гідрографія
Довжина 65 км. Площа водозбірного басейну 1200 км². Похил 0,5 м/км. Долина завширшки 2 км. Річище помірно звивисте, шириною 5 м. Бере початок біля села Першопокровка. Тече територією Нижньосірогозького (землі Першопокровської, Новоолександрівської, Верхньосірогозької, Нижньоторгаївської сільських рад) та Нижньосірогозької селищної ради і Іванівського районів Херсонської області. Водоприймачем штучної річки є безстічний Великий Агайманський під площею близько 120,0 км², у якому поверхневий стік накопичується і поступово випаровується.
Джерелом вод є природна площа водозбору та технічний скид води з каналу Р-3-1 через водовиділ НС № 78 управлінням Північно-Рогачикської зрошувальної системи. У 2010-х роках, через низьку кількість опадів та невеликий технічний скид води з каналу Р-3-1 територія русла балки дещо обміліла: по Першопокровській та Новоолександрівській сільських радах заповнена водою, а на території русла балки Верхньосірогозької, Нижньоторгаївської сільських рад та Нижньосірогозької селищної ради спостерігається погіршення екологічного стану балки через відсутність води у руслі.

## Господарське використання

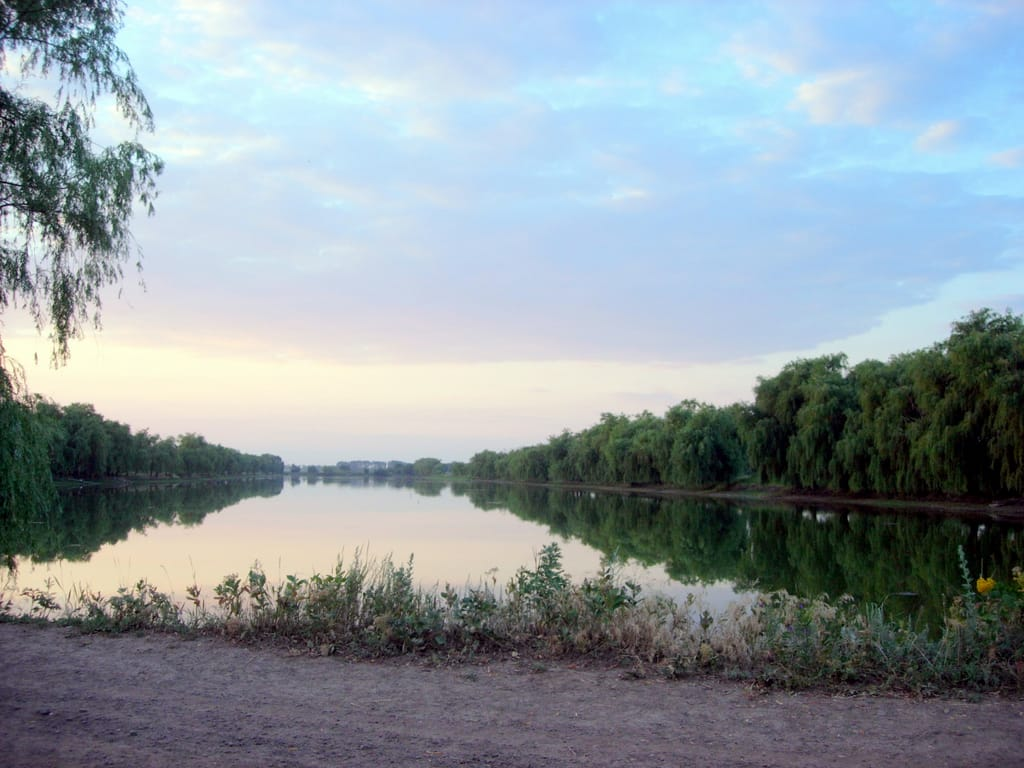
Балка (ставок) в Верхніх Сірогозах.

Використовується на сільськогосподарські потреби та зрошення. Вздовж берегів створюються водоохоронні прибережні смуги. За радянських часів балка була джерелом зрошення понад 7 тис. га земель, у тому числі 1,5 тис. га — на державних зрошувальних системах, 2,4 тис.га малого зрошення та більш як 3 тис. га земель — «супутників». У період розпаювання земель великих господарств через списання зрошуваних земель, переведення їх у богарні, а також зносу і розукомплектації зрошувальних мереж на даний час як державне, так і «мале» зрошення не функціонує.

## Притоки
Праві:Балка Торгаї; балка Прогнойна (мимо станції Сірогози, розпахана);
Ліві:Балка Богданівська (із Забігайловського поду); Балка Уварова (Матнюшка) - у В. Сірогозах..

## Населені пункти
Над річкою розташовані такі села (від витоків до гирла):Богданівка (на притоці); Першопокровка, Новоолександрівка, Верхні Сірогози, Нижні Сірогози, Верхні Торгаї (на притоці), Нижні Торгаї.

## Ландшафтний заказник
Херсонською обласною радою у 2007 році частину території, що має особливу естетичну, наукову та виховну цінність, загальною площею 636 га в Нижньосірогозькому районі оголошено ландшафтним заказником місцевого значення «Балка Великі Сірогози» (без вилучення у землевласників). Заказник створено згідно Рішення ХІХ сесії 5 скликання Херсонської обласної ради від 04.10.2007 р. № 412.

## Легенди та припущення
- Давньогрецький історик — «батько історії» Геродот побувавши на території сучасної південної України дві з половиною тисяч років тому залишив детальний опис Північного Причорномор'я. Він описав вісім великих річок, починаючи від Дунаю і закінчуючи Доном. «Шоста річка Гіпакіріс, що впадає з озера, пливе через країну кочових скіфів і впадає (до моря) коло міста Каркінітіди, залишаючи по правій стороні так зване Ахіллесове ристалище» (кн. IV, 55). Херсонські краєзнавці: М. М. Авдальян, І. Д. Ратнер та М. П. Оленковський ототожнюють Гіпакіріс з водною системою річки Каланчак. А знавець скіфського степу Борис Михайлович Мозолевський, проаналізувавши всі останні досягнення археології прийшов до висновку: «Наведені додаткові докази… дозволили нам….ототожнити Гіпакіріс з водною системою: Сірогозька балка — р. Каланчак — Каркінітська затока». Отже, за припущенням, сучасна Балка Великі Сірогози — це верхня течія давньої річки Гіпакіріс.
- Це припущення підтверджує також Ю. В. Безух (лікар, краєзнавець, член Національної Спілки журналістів України, Конгресу Літераторів України та Російського філософського товариства): «Почати можна хоча б з Птоломея. Відомо, що наша балка — це залишки могутньої водної системи, описаної Геродотом як Гіпакіріс. А починався він з озера Бика. Зараз наша балка до моря не добігає. Вона закінчується у Великому Агайманському поду. До речі, теж найбільшому на Херсонщині. Щодо назви, то тут „помилочка вийшла“. На давніх картах назва поду — Гаймани, та й балка наша в нижній течії називалася Сірогоз-Гайман. Гаймани — це ті спритні й сильні чумаки, якім довіряли гайманити — гальмувати на спусках важкі чумацькі мажі. Так типова українська назва стала незрозумілою ні слов'янам, ні татарам».[5]
- В роботі "Геррос Геродота" Юрій Безух стверджує: "Ми ж можемо з певністю сказати, що  Каланчак - Конка це і є Геррос, а балка Великі Сірогози – Чаплі з численними притоками і є Гіпакіріс, який впадав в Каркінітську затоку Чорного моря в часи Геродота".[6]
- На думку дослідників основною причиною перетворення степової річки в балку є господарська діяльність людини, а саме — розорювання степу.
- Засновані вздовж водойми селища Сірогози, Нижні та Верхні Сірогози свою назву отримали від Балки Великі Сірогози, на берегах якої вони розташувалися. Сірогози, татарською мовою - Жовтий Бик.